# Kostel svatého Václava (Loket)
Kostel svatého Václava v Lokti je římskokatolický farní kostel stojící na vyvýšeném místě poblíž západního konce historického náměstí v centru města Loket v těsném sousedství stejnojmenného královského hradu v okrese Sokolov Karlovarského kraje. Současná barokní podoba kostela pochází z roku 1734. Nachází se na adrese Kostelní 14/3. Od roku 1963 je kostel památkově chráněn.

## Historie

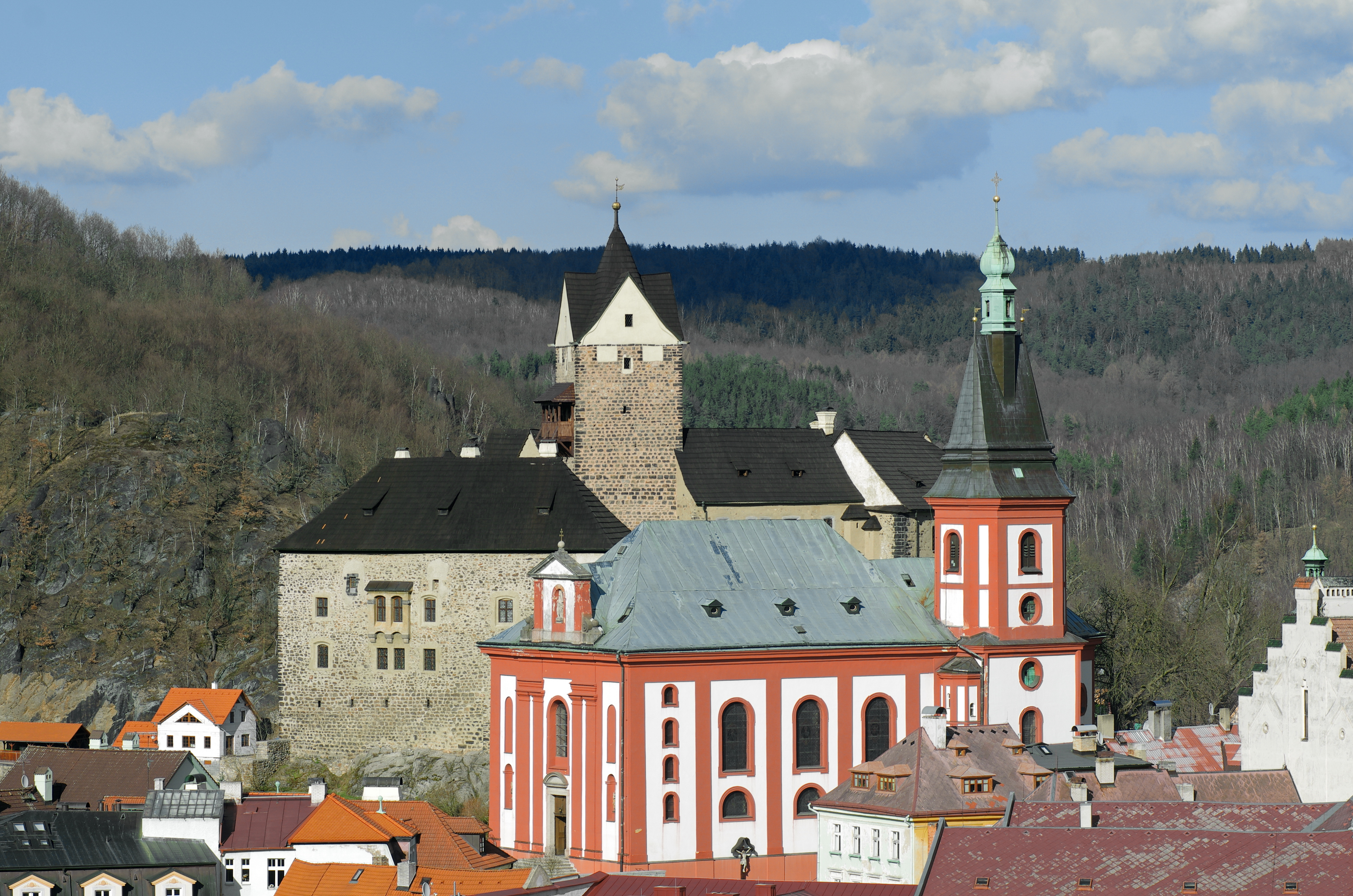
Kostel svatého Václava v sousedství hradu

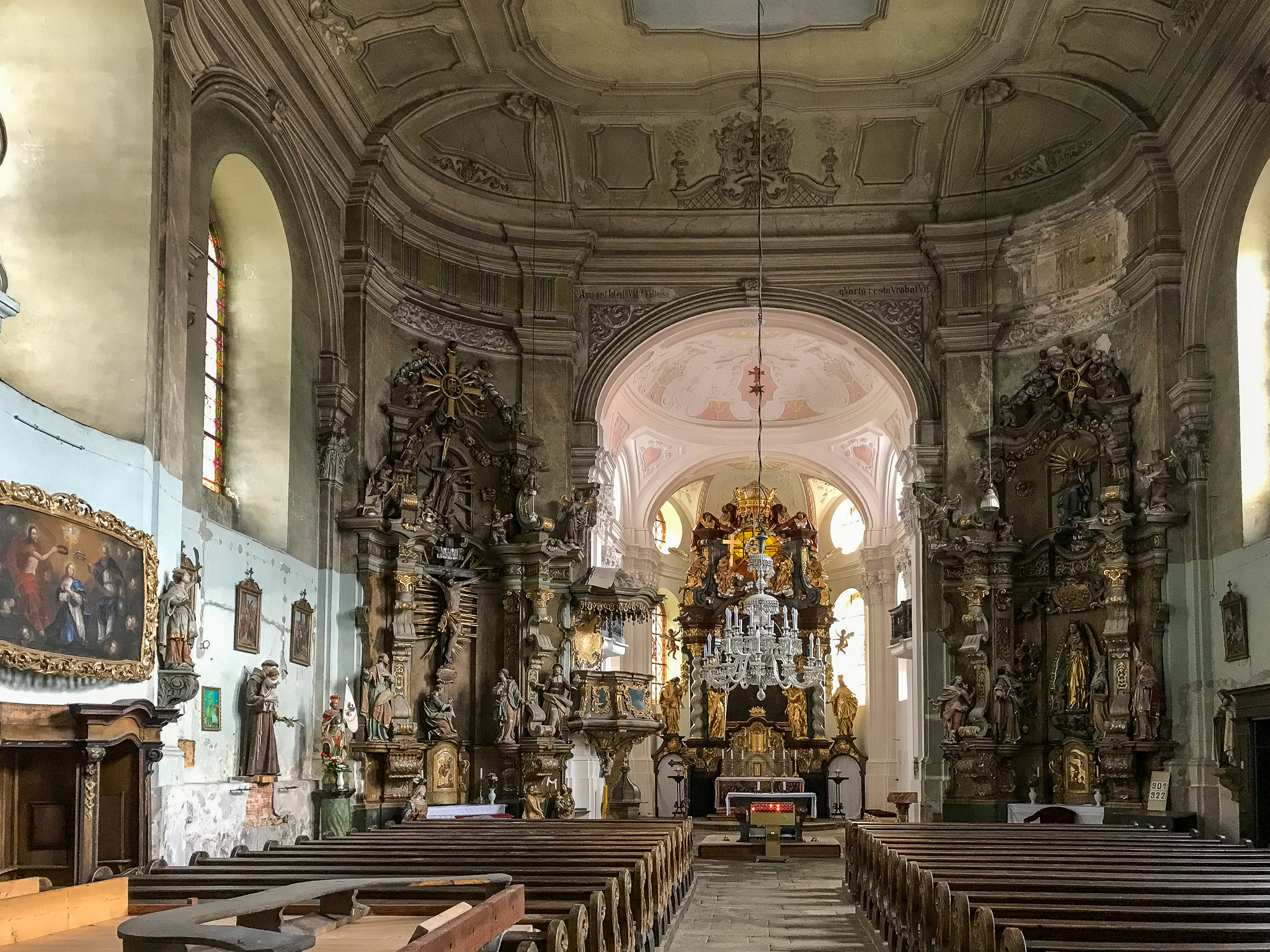
Interiér kostela

První písemná zmínka o kostele je z roku 1240 a jeho umístění v bezprostřední blízkosti hradu napovídá, že vznikl v souvislosti s ním. Kostel vybudovali rytíři řádu křižovníků s červenou hvězdou a již od svého vzniku byl farním, a od roku 1248 farnost spravovali.
Dle listiny z roku 1325 krále Jana Lucemburského mělo dojít k přenesení farnosti z kostela na reprezentativnější místo, k tomu však nikdy nedošlo. Z původní stavby románského kostela se dochoval pouze severní portál a kvádříkové zdivo severní zdi.
Na konci 15. století došlo ke sporům mezi městem a mocným rodem Šliků z nedalekého Ostrova, při nichž kostel v roce 1473 nebo 1474 vyhořel. Poté Mikuláš Šlik a jeho syn Matyáš zahájili a realizovali výstavbu nového gotického kostela. Ten byl vysvěcen v roce 1490 a měl zároveň sloužit jako rodová hrobka Šliků.
V roce 1521 se v Lokti díky podpoře luteránských hrabat Šliků rozvíjí reformace, kostel však prozatím zůstal katolický. Do roku 1550 se dokonce konala mše střídavě v češtině a němčině. V roce 1565 pražský arcibiskup Antonín Brus z Mohelnice, který byl zároveň velmistrem Řádu křižovníků, povýšil farní kostel na děkanský. Kromě samotného Lokte do farnosti spadaly také obce Loučky, Nové Sedlo, Hory, Nadlesí a Třídomí.
Od roku 1594 kostel sloužil protestantským věřícím, ale rok po bitvě na Bílé hoře sloužil opět katolické církvi, která budovu ještě několikrát upravovala.
V roce 1701 byla na témže místě zahájena výstavba nového kostela. Z původního chrámu byla použita část severní stěny, obvodové zdi kněžiště a spodní část věže. V roce 1725 vypukl velký požár města a stavba tak mohla být dokončena až roku 1734. Stavební práce prováděl stavitel Wolfgang Braunbock z Teplé a jeho syn Jan Ondřej. Sochařskou výzdobu v interiéru kostela (hlavní sloupový oltář se sochami a kazatelnou) zajistil v roce 1757 Jakub Eberle.
Hlavní sloupový oltář, donedávna s obrazem svatého Václava, pochází z roku 1759. Na kamenné mense je umístěno malované antependium z roku 1744 s Oslavou Nejsvětější Trojice od Eliáše Dollhopfa.

### Náhrobek Jiřího Popela zLobkovic

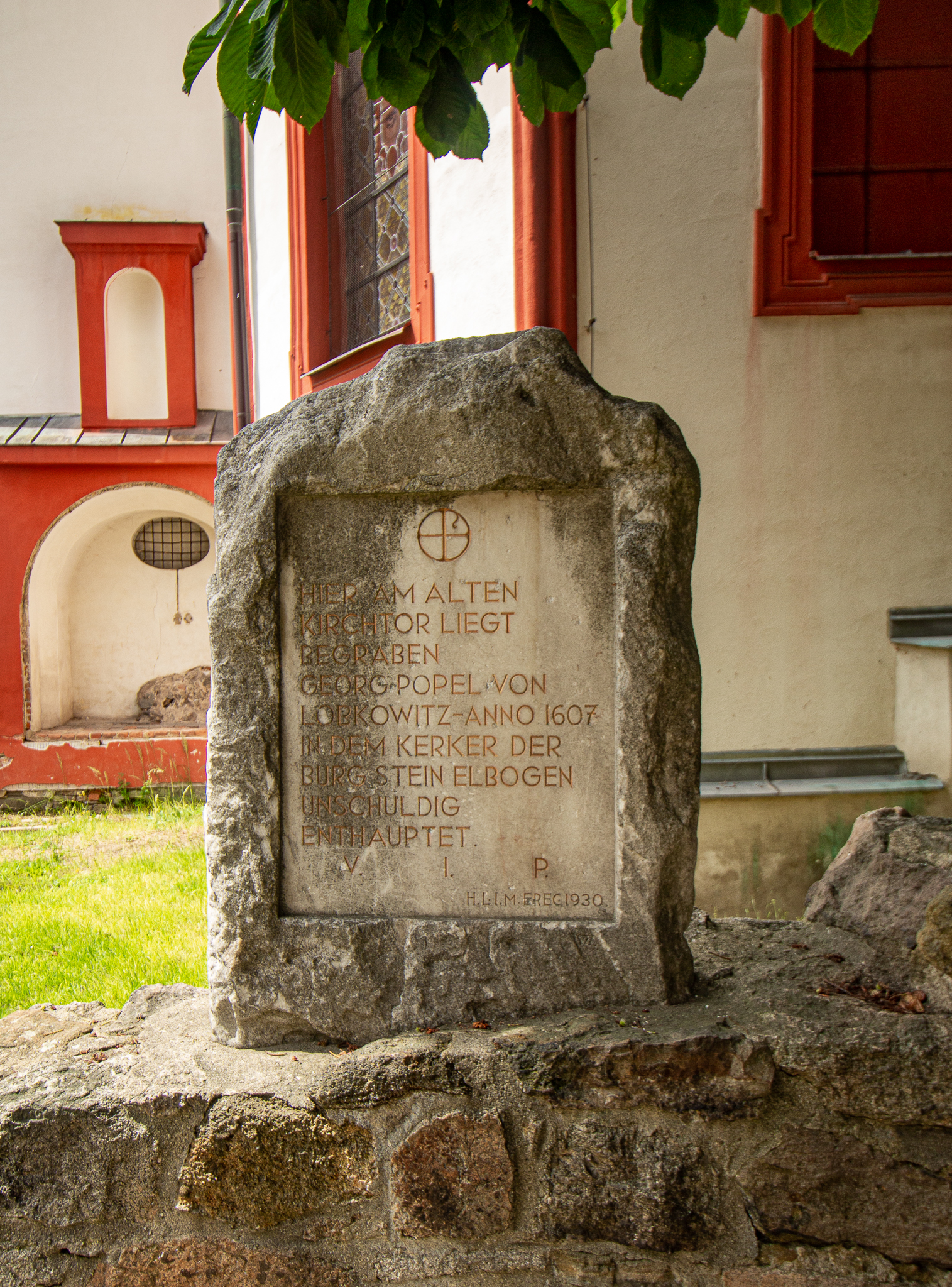
Náhrobek Jiřího Popela z Lobkovic

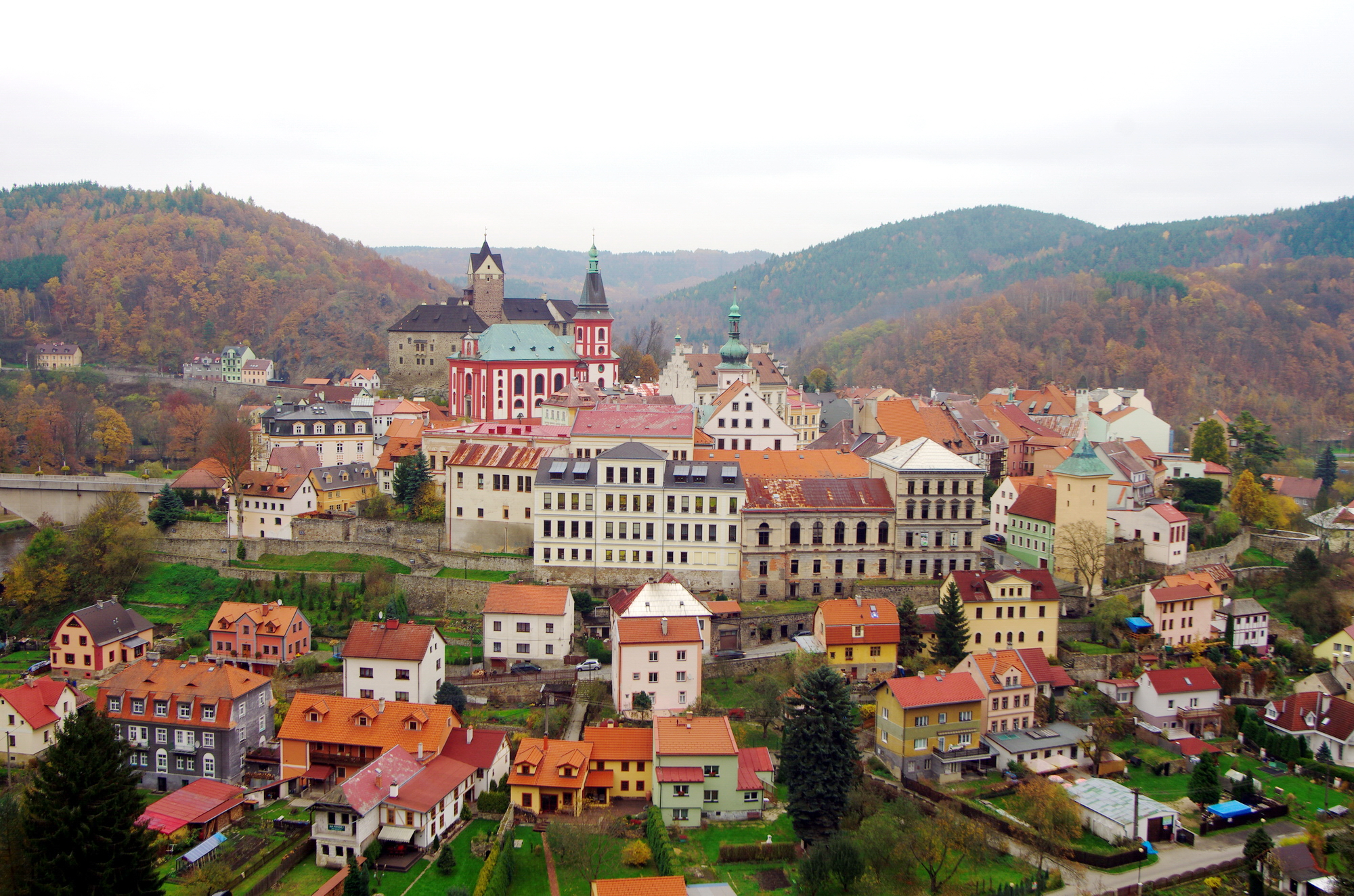
Panorama města s kostelem v sousedství hradu

V souvislosti s přestavbou kostela musela být technicky upravena také přilehlá část Kostelní ulice. To vedlo k demolici zdi někdejšího hřbitova. Zachovala se pouze kamenná boží muka z roku 1657 a náhrobek Jiřího Popela z Lobkovic, po císaři Rudolfovi II. a Vilémovi z Rožmberka třetího nejmocnějšího muže tehdejšího Českého království, vězněného panovníkem na zdejším hradě, jenž zde roku 1607 zemřel. V roce 1930 mu zde byl vztyčen pomník s následujícím nápisem v němčině, který ovšem uvádí, že byl Jiří Popel z Lobkovic na hradě sťat:
| „ | HIER AM ALTEN KIRCHTOR LIEGT BEGRABEN GEORG POPEL VON LOBKOWITZ - ANNO 1607 IN DEM KERKER DER BURG STEIN ELBOGEN UNSCHULDIG ENTHAUPTET. V. I. P. | Zde u staré brány kostela leží pohřbený Jiří Popel z Lobkovic - roku 1607 v žaláři hradu týna Lokte nevinně sťatý. V. I. P. | “ |

### 20. století
K dalším stavebním úpravám došlo ještě v letech 1902–1903, kdy bylo změněno zastřešení věže, a v 90. letech 20. století, kdy byly opraveny vnější části kostela. V dubnu 2022 (díky úsilí spolku Loketské zvony,který vyhlásil veřejnou sbírku) byl do kostela umístěn zvon Anežka. Váží asi 320 kg, náklady na jeho pořízení byly asi 400 tisíc Kč.Veřejná sbírka pokračovala úspěšně dál a v den slavnosti sv. Václava, 28. září 2022 byl do kostela instalován další zvon Václav. Ten váží 220 kg a náklady na jeho pořízení činily asi 300 tisíc Kč. Oba zvony 28. září 2022 požehnal Velmistr a generál Rytířského řádu Křižovníků s červenou hvězdou P. Jiří Šedivý, OCr. Podle Pavly Ungrové, členky spolku Loketské zvony chtějí vybrat ve sbírce na třetí a největší zvon Panna Maria, který by měl vážit kolem 500 kg. Oba již pořízené zvony byly odlity ve zvonařské dílně Leticie Dytrychové v Brodku u Přerova. Z původních zvonů z doby po 1.světové válce byly 3 největší odvezeny v r.1942 německým wehrmachtem. Zůstal pouze nejmenší z nich, Floriánek (podle sv. Floriána). Do veřejné sbírky lze pořád přispět díky informacím na webu spolku Loketské zvony: www.loketskezvony.cz .